# Карамендерес
Карамендерес е река в Турция. Това е съвременното име на река Скамандър, покрай която според „Илиада“ са се водили битките по време на Троянската война. Днес е на територията на вилает Чанаккале.